# گریگوری تاد
گریگوری تاد (انگلیسی: Grégory Tadé؛ زادهٔ ۲ سپتامبر ۱۹۸۶) بازیکن فوتبال اهل فرانسه است.
از باشگاه‌هایی که در آن بازی کرده‌است می‌توان به باشگاه فوتبال سی‌اف‌آر کلوژ، باشگاه فوتبال سنت جانستون، باشگاه فوتبال استوا بخارست، باشگاه فوتبال دینامو بخارست، باشگاه فوتبال اینورنس کالدنیون تیسل، و باشگاه فوتبال مکابی پتخ تیکوا اشاره کرد.